# 马蒂亚斯·魏因汉德尔
马蒂亚斯·魏因汉德尔（德語：Mattias Weinhandl，1980年6月1日—），瑞典男子冰球运动员，场上位置是前锋。他曾代表瑞典国家队参加2010年冬季奥林匹克运动会冰球比赛，获得第5名。